# Cheimoptena pennigera
Cheimoptena pennigera är en fjärilsart som beskrevs av Aleksandr Sergeievich Danilevsky 1969. Cheimoptena pennigera ingår i släktet Cheimoptena och familjen mätare. Inga underarter finns listade i Catalogue of Life.